# Paulo César (ur. 1978)
Paulo César, właśc. Paulo César Arruda Parente (ur. 26 sierpnia 1978 w Osasco) – piłkarz brazylijski, występujący na pozycji prawego obrońcy.

## Kariera klubowa
Paulo César karierę piłkarską rozpoczął w Nacionalu São Paulo w 1995. W 1996 przeszedł do CR Flamengo. We Flamengo 8 sierpnia 1996 w wygranym 2-1 meczu z Clube Atlético Mineiro Paulo César zadebiutował w lidze brazylijskiej. Z Flamengo zdobył mistrzostwo stanu Rio de Janeiro – Campeonato Carioca w 1996.
W 1997 przeszedł do lokalnego rywala Fla – Fluminense FC, z którym spadł z pierwszej ligi. W sezonie 1998 był wypożyczony do drugoligowej Vitórii Salvador, a w 1999 do Botafogo i CR Vasco da Gama. W 2002 wyjechał do francuskiego klubu Paris Saint-Germain F.C. Będąc rezerwowym zdecydował się na wypożyczenie do Santosu FC. Z Santosem zdobył mistrzostwo Brazylii w 2004.
Po powrocie do PSG zdobył z nim Puchar Francji 2006. W trakcie sezonu 2006–2007 przeszedł do Toulouse FC. W klubie z Tuluzy występował dwa lata. Łącznie w Ligue 1 Paulo César rozegrał 100 spotkań, w których strzelił 8 bramek. Po powrocie do Brazylii został zawodnikiem Fluminense. W 2010 był zawodnikiem pierwszoligowego Grêmio Prudente. Pierwszą część 2011 Paulo César spędził w AD São Caetano. Obecnie występuje w drugoligowym klubie Vila Nova Goiânia.

## Kariera reprezentacyjna
Paulo César w reprezentacji Brazylii zadebiutował 31 stycznia 2002 w wygranym 6-0 towarzyskim meczu z reprezentacją Boliwii.
Ostatni raz w reprezentacji Paulo César wystąpił 7 marca 2002 w wygranym 6-1 towarzyskim meczu z reprezentacją Islandii.
| Mecze i gole w reprezentacji | Mecze i gole w reprezentacji | Mecze i gole w reprezentacji | Mecze i gole w reprezentacji | Mecze i gole w reprezentacji | Mecze i gole w reprezentacji | Mecze i gole w reprezentacji |
| #                            | Data                         | Miasto                       | Przeciwnik                   | Gol                          | Wynik                        | Rozgrywki                    |
| ---------------------------- | ---------------------------- | ---------------------------- | ---------------------------- | ---------------------------- | ---------------------------- | ---------------------------- |
| 1.                           | 31.01.2002                   | Goiânia                      | Boliwia                      |                              | 6:0                          | towarzyski                   |
| 2.                           | 06.02.2002                   | Rijad                        | Arabia Saudyjska             |                              | 1:0                          | towarzyski                   |
| 3.                           | 07.03.2002                   | Cuiabá                       | Islandia                     |                              | 6:1                          | towarzyski                   |